# William Peto

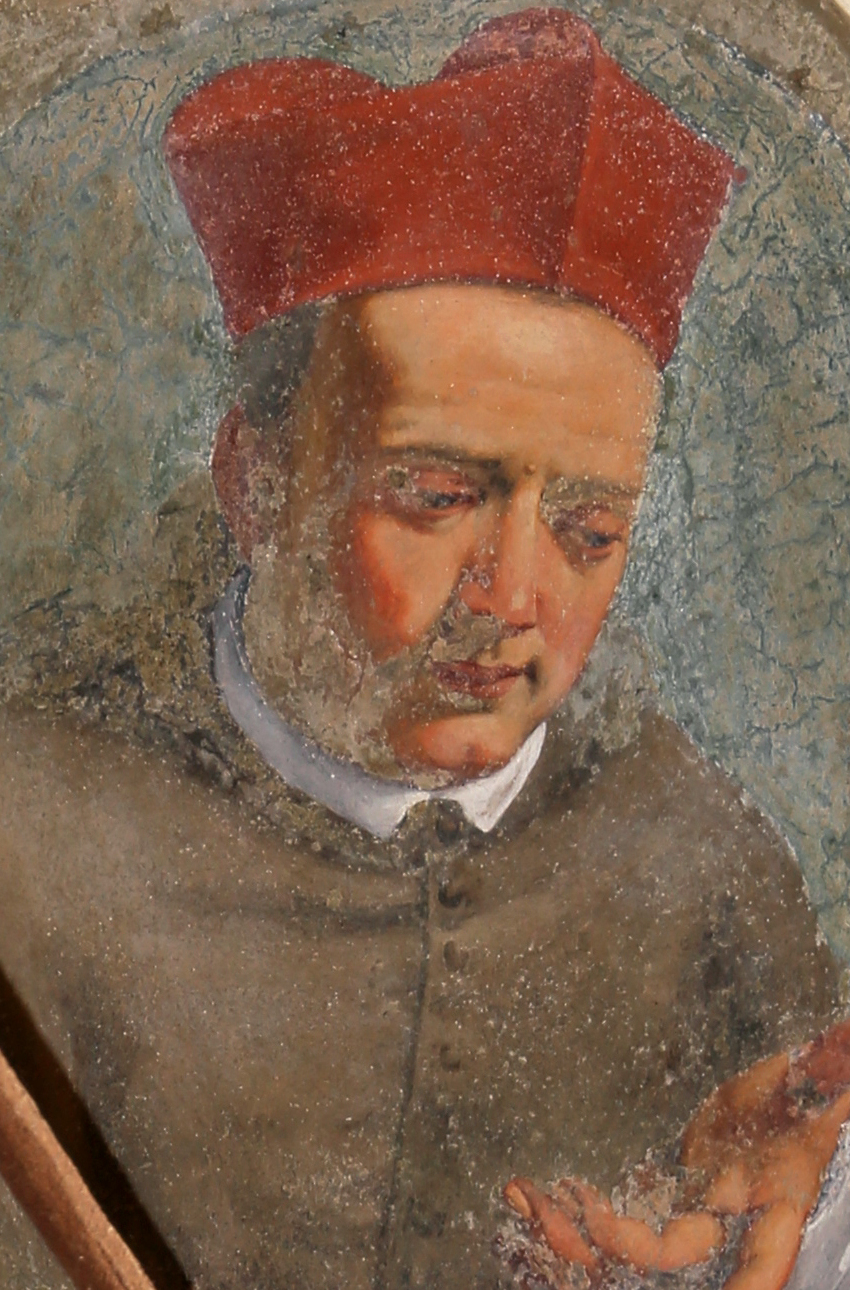
Kardinal William Peto OFM (Kirche Ognissanti)

William Peto OFM auch William Petow oder William Peyto (* um 1485 in Warwickshire, England; † April 1558 in London) war ein englischer Kardinal und Bischof von Salisbury.

## Leben
Der Enkel des Sir Thomas Throckmorton of Coughton studierte in Oxford, wo er mit dem Baccalaureat abschloss und in Cambridge, wo er 1505 seinen Magister erwarb. Hier trat er auch dem Orden der Franziskanerobservanten bei.
Als Beichtvater der Prinzessin Mary wurde er 1522 zum Provinzial seiner Ordensprovinz und hatte Kontakte zu Thomas Morus, John Fisher und Reginald Pole.
Auf einer Italienreise 1537, lernte er den zukünftigen Papst Paul IV. kennen. Am 30. März 1543 zum Bischof von Salisbury erwählt, war er seit 1553 Beichtvater von Königin Mary I. Tudor.
Papst Paul IV. erhob ihn am 14. Juni 1557 zum Kardinalpriester, ohne ihm jedoch eine Titelkirche zuzuweisen. Stattdessen ernannte er ihn zum Legaten a latere für England, was bis dahin Kardinal Reginald Pole war.
Er starb im April 1558 in London und wurde im Franziskanerkonvent in Greenwich beigesetzt.